# Nielse beek
De Nielse beek is een beek die ontspringt in de Predeikherenvelden te Reet (België).
Ze stroomt vervolgens richting de grens tussen de gemeenten Aartselaar en Rumst naar de wijk kruiskenslei. Vanaf hier vormt ze de gemeentegrens tussen Niel en Boom.
In Niel wordt de Nielse beek Boomse beek genoemd.
Ter hoogte van het natuurreservaat Walenhoek watert ze af in de Rupel.